# Équipe de Slovénie de football au Championnat d'Europe 2024
Cet article relate le parcours de l’équipe de Slovénie de football lors du Championnat d'Europe de football 2024 qui a lieu du 14 juin au 14 juillet 2024 en Allemagne.

## Qualifications
Lors des éliminatoires de l'UEFA Euro 2024, la Slovénie a finalement mis fin à sa longue disette de tournoi majeur et s'est qualifiée pour la phase finale de l'Euro pour la première fois en 24 ans. Šeško a une fois de plus été l'un des joueurs clés, inscrivant cinq buts en neuf apparitions, dont un but lors du match décisif à domicile contre le Kazakhstan lors de la dernière journée, que la Slovénie a remporté 2-1 devant 16 432 spectateurs, un record d'affluence à domicile pour l'équipe nationale slovène,. L'équipe a terminé les éliminatoires à la deuxième place, derrière le Danemark, avec un total record de 22 points en 10 matchs. En outre, c'était la première fois que la Slovénie se qualifiait directement pour un tournoi majeur sans avoir à disputer un barrage supplémentaire,.
| Rang | Équipe          | Pts | J  | G | N | P  | Bp | Bc | Diff |  | Résultats (▼ dom., ► ext.) |     |     |     |     |     |     |
| ---- | --------------- | --- | -- | - | - | -- | -- | -- | ---- |  | -------------------------- | --- | --- | --- | --- | --- | --- |
| 1    | Danemark        | 22  | 10 | 7 | 1 | 2  | 19 | 10 | +9   |  | Danemark                   |     | 2-1 | 3-1 | 1-0 | 3-1 | 4-0 |
| 2    | Slovénie        | 22  | 10 | 7 | 1 | 2  | 20 | 9  | +11  |  | Slovénie                   | 1-1 |     | 3-0 | 2-1 | 4-2 | 2-0 |
| 3    | Finlande        | 18  | 10 | 6 | 0 | 4  | 18 | 10 | +8   |  | Finlande                   | 0-1 | 2-0 |     | 1-2 | 4-0 | 6-0 |
| 4    | Kazakhstan      | 18  | 10 | 6 | 0 | 4  | 16 | 12 | +4   |  | Kazakhstan                 | 3-2 | 1-2 | 0-1 |     | 1-0 | 3-1 |
| 5    | Irlande du Nord | 9   | 10 | 3 | 0 | 7  | 9  | 13 | -4   |  | Irlande du Nord            | 2-0 | 0-1 | 0-1 | 0-1 |     | 3-0 |
| 6    | Saint-Marin     | 0   | 10 | 0 | 0 | 10 | 3  | 31 | -28  |  | Saint-Marin                | 1-2 | 0-4 | 1-2 | 0-3 | 0-2 |     |

- Sélection directement qualifiée pour l'Euro 2024

## Matchs de préparation
| 20 janvier 2024                   | États-Unis | 0 - 1   | Slovénie     | Toyota Field, San Antonio                           |                                                     |
| 14h00 · Historique des rencontres |            | (0 - 1) | 26e Gradišar | Spectateurs : 9 191 Arbitrage : Pierre-Luc Lauzière | Spectateurs : 9 191 Arbitrage : Pierre-Luc Lauzière |
| 14h00 · Historique des rencontres | Rapport    |         |              | Spectateurs : 9 191 Arbitrage : Pierre-Luc Lauzière | Spectateurs : 9 191 Arbitrage : Pierre-Luc Lauzière |

| 21 mars 2024                      | Malte                        | 2 - 2   | Slovénie               | Ta' Qali Stadium, Ta' Qali                   |                                              |
| 19h00 · Historique des rencontres | Guillaumier 54e · Pisani 58e | (0 - 1) | 28e Šporar · 81e Šeško | Spectateurs : 1 652 Arbitrage : Sandi Putros | Spectateurs : 1 652 Arbitrage : Sandi Putros |
| 19h00 · Historique des rencontres | Rapport                      |         |                        | Spectateurs : 1 652 Arbitrage : Sandi Putros | Spectateurs : 1 652 Arbitrage : Sandi Putros |

| 26 mars 2024                      | Slovénie                      | 2 - 0   | Portugal | Stadion Stožice, Ljubljana                    |                                               |
| 19h45 · Historique des rencontres | Gnezda Čerin 72e · Elšnik 80e | (0 - 0) |          | Spectateurs : 16 432 Arbitrage : Irfan Peljto | Spectateurs : 16 432 Arbitrage : Irfan Peljto |
| 19h45 · Historique des rencontres | Rapport                       |         |          | Spectateurs : 16 432 Arbitrage : Irfan Peljto | Spectateurs : 16 432 Arbitrage : Irfan Peljto |

| 4 juin 2024                       | Slovénie                | 2 - 1   | Arménie     | Stadion Stožice, Ljubljana                      |                                                 |
| 18h00 · Historique des rencontres | Mlakar 11e · Iličić 63e | (1 - 0) | 56e Haroyan | Spectateurs : 8 389 Arbitrage : Andreas Argyrou | Spectateurs : 8 389 Arbitrage : Andreas Argyrou |
| 18h00 · Historique des rencontres | Rapport                 |         |             | Spectateurs : 8 389 Arbitrage : Andreas Argyrou | Spectateurs : 8 389 Arbitrage : Andreas Argyrou |

| 8 juin 2024                       | Slovénie   | 1 - 1   | Bulgarie           | Stadion Stožice, Ljubljana                      |                                                 |
| 15h00 · Historique des rencontres | Šporar 14e | (1 - 1) | 4e (pen.) Despodov | Spectateurs : 11 037 Arbitrage : Arda Kardeşler | Spectateurs : 11 037 Arbitrage : Arda Kardeşler |
| 15h00 · Historique des rencontres | Rapport    |         |                    | Spectateurs : 11 037 Arbitrage : Arda Kardeşler | Spectateurs : 11 037 Arbitrage : Arda Kardeşler |

## Phase finale
Le camp de base de la Slovénie se situe dans la ville de Wuppertal, en Rhénanie-du-Nord-Westphalie.

### Effectif
Les âges et les sélections sont calculés au début de l'Euro 2024, le 14 juin 2024.
Le 21 mai 2024, 30 joueurs sont annoncés dans la liste slovène pour le tournoi. Le 7 juin 2024, l'équipe de 26 joueurs est annoncée, Matevž Vidovšek, Žan Zaletel, Luka Zahović et Miha Zajc étant éliminés.

### Premier tour
| v · m | Équipe     | Pts | J | G | N | P | Bp | Bc | Diff |
| ----- | ---------- | --- | - | - | - | - | -- | -- | ---- |
| 1     | Angleterre | 5   | 3 | 1 | 2 | 0 | 2  | 1  | +1   |
| 2     | Danemark   | 3   | 3 | 0 | 3 | 0 | 2  | 2  | 0    |
| 3     | Slovénie   | 3   | 3 | 0 | 3 | 0 | 2  | 2  | 0    |
| 4     | Serbie     | 2   | 3 | 0 | 2 | 1 | 1  | 2  | -1   |

#### Slovénie - Danemark
| Match 5                 | Slovénie                   | 1 - 1   | Danemark            | Stuttgart Arena, Stuttgart                                                 |                                                                            |
| 16 juin 2024 18h00 CEST | Janža 77e                  | (0 - 1) | 17e Eriksen ( Wind) | Spectateurs : 54 000 Arbitrage : Sandro Schärer Arbitre vidéo : Fedayi San | Spectateurs : 54 000 Arbitrage : Sandro Schärer Arbitre vidéo : Fedayi San |
| 16 juin 2024 18h00 CEST | Stojanović 53e · Celar 84e | Rapport | 49e Hjulmand        | Spectateurs : 54 000 Arbitrage : Sandro Schärer Arbitre vidéo : Fedayi San | Spectateurs : 54 000 Arbitrage : Sandro Schärer Arbitre vidéo : Fedayi San |

#### Slovénie - Serbie
| Match 18                | Slovénie                   | 1 - 1   | Serbie                                                     | Munich Football Arena, Munich                                                      |                                                                                    |
| 20 juin 2024 15h00 CEST | ( Elšnik) Karničnik 69e    | (0 - 0) | 90+5e Jović ( Ilić)                                        | Spectateurs : 63 028 Arbitrage : István Kovács Arbitre vidéo : Pol van Boekel (en) | Spectateurs : 63 028 Arbitrage : István Kovács Arbitre vidéo : Pol van Boekel (en) |
| 20 juin 2024 15h00 CEST | Janža 87e · Vipotnik 90+4e | Rapport | 25e Mladenović · 54e Lukić · 90+2e Jović · 90+3e Gaćinović | Spectateurs : 63 028 Arbitrage : István Kovács Arbitre vidéo : Pol van Boekel (en) | Spectateurs : 63 028 Arbitrage : István Kovács Arbitre vidéo : Pol van Boekel (en) |

#### Angleterre - Slovénie
| Match 29                | Angleterre                           | 0 - 0   | Slovénie              | Stade de Cologne, Cologne                                                      |                                                                                |
| 25 juin 2024 21h00 CEST |                                      | (0 - 0) |                       | Spectateurs : 41 536 Arbitrage : Clément Turpin Arbitre vidéo : Jérôme Brisard | Spectateurs : 41 536 Arbitrage : Clément Turpin Arbitre vidéo : Jérôme Brisard |
| 25 juin 2024 21h00 CEST | Trippier 17e · Guéhi 68e · Foden 77e | Rapport | 22e Janža · 72e Bijol | Spectateurs : 41 536 Arbitrage : Clément Turpin Arbitre vidéo : Jérôme Brisard | Spectateurs : 41 536 Arbitrage : Clément Turpin Arbitre vidéo : Jérôme Brisard |

### Huitièmes de finale
| Match 41                     | Portugal                    | 0 - 0 a. p.           | Slovénie                                                                         | Frankfurt Arena, Francfort-sur-le-Main                                              |                                                                                     |
| 1er juillet 2024 21 h 0 CEST |                             | (0 - 0, 0 - 0, 0 - 0) |                                                                                  | Spectateurs : 46 576 Arbitrage : Daniele Orsato Arbitre vidéo : Massimiliano Irrati | Spectateurs : 46 576 Arbitrage : Daniele Orsato Arbitre vidéo : Massimiliano Irrati |
| 1er juillet 2024 21 h 0 CEST | Cancelo 107e                | Rapport               | 32e Drkušić · 37e Karničnik · 101e Stanković · 106e Bijol · 107e Balkovec (en) · | Spectateurs : 46 576 Arbitrage : Daniele Orsato Arbitre vidéo : Massimiliano Irrati | Spectateurs : 46 576 Arbitrage : Daniele Orsato Arbitre vidéo : Massimiliano Irrati |
| 1er juillet 2024 21 h 0 CEST | Ronaldo · Fernandes · Silva | Tirs au but 3 - 0     | Iličić · Balkovec (en) · Verbič                                                  | Spectateurs : 46 576 Arbitrage : Daniele Orsato Arbitre vidéo : Massimiliano Irrati | Spectateurs : 46 576 Arbitrage : Daniele Orsato Arbitre vidéo : Massimiliano Irrati |

## Statistiques

### Temps de jeu
| N°         | Joueurs              |          |          |          |          | TT       | But inscrit | Passe décisive | MJ       | MT       | Légende |
| ---------- | -------------------- | -------- | -------- | -------- | -------- | -------- | ----------- | -------------- | -------- | -------- | --- |
| Gardiens   | Gardiens             | Gardiens | Gardiens | Gardiens | Gardiens | Gardiens | Gardiens    | Gardiens       | Gardiens | Gardiens | Abréviations et symboles : TT : Total de minutes jouées MJ : Nombre de matchs joués MT : Matchs joués en tant que titulaire : but : passe décisive : joueur entré : joueur remplacé : capitaine : carton jaune : carton rouge |
| 1          | Jan Oblak            | 90       | 90       | -        | -        | 180      | -           | -              | 2        | 2        | Abréviations et symboles : TT : Total de minutes jouées MJ : Nombre de matchs joués MT : Matchs joués en tant que titulaire : but : passe décisive : joueur entré : joueur remplacé : capitaine : carton jaune : carton rouge |
| 12         | Vid Belec            | -        | -        | -        | -        | -        | -           | -              | -        | -        | Abréviations et symboles : TT : Total de minutes jouées MJ : Nombre de matchs joués MT : Matchs joués en tant que titulaire : but : passe décisive : joueur entré : joueur remplacé : capitaine : carton jaune : carton rouge |
| 16         | Igor Vekić (en)      | -        | -        | -        | -        | -        | -           | -              | -        | -        | Abréviations et symboles : TT : Total de minutes jouées MJ : Nombre de matchs joués MT : Matchs joués en tant que titulaire : but : passe décisive : joueur entré : joueur remplacé : capitaine : carton jaune : carton rouge |
| Défenseurs |                      |          |          |          |          |          |             |                |          |          | Abréviations et symboles : TT : Total de minutes jouées MJ : Nombre de matchs joués MT : Matchs joués en tant que titulaire : but : passe décisive : joueur entré : joueur remplacé : capitaine : carton jaune : carton rouge |
| 2          | Žan Karničnik        | 90       | 90       | -        | -        | 180      | 1           | -              | 2        | 2        | Abréviations et symboles : TT : Total de minutes jouées MJ : Nombre de matchs joués MT : Matchs joués en tant que titulaire : but : passe décisive : joueur entré : joueur remplacé : capitaine : carton jaune : carton rouge |
| 3          | Jure Balkovec (en)   | -        | -        | -        | -        | -        | -           | -              | -        | -        | Abréviations et symboles : TT : Total de minutes jouées MJ : Nombre de matchs joués MT : Matchs joués en tant que titulaire : but : passe décisive : joueur entré : joueur remplacé : capitaine : carton jaune : carton rouge |
| 4          | David Brekalo (en)   | 90+5     | 90+1     | -        | -        | 5        | -           | -              | 2        | 0        | Abréviations et symboles : TT : Total de minutes jouées MJ : Nombre de matchs joués MT : Matchs joués en tant que titulaire : but : passe décisive : joueur entré : joueur remplacé : capitaine : carton jaune : carton rouge |
| 6          | Jaka Bijol           | 90       | 90       | -        | -        | 180      | -           | -              | 2        | 2        | Abréviations et symboles : TT : Total de minutes jouées MJ : Nombre de matchs joués MT : Matchs joués en tant que titulaire : but : passe décisive : joueur entré : joueur remplacé : capitaine : carton jaune : carton rouge |
| 13         | Erik Janža           | 90       | 90       | -        | -        | 180      | 1           | -              | 2        | 2        | Abréviations et symboles : TT : Total de minutes jouées MJ : Nombre de matchs joués MT : Matchs joués en tant que titulaire : but : passe décisive : joueur entré : joueur remplacé : capitaine : carton jaune : carton rouge |
| 20         | Petar Stojanović     | 67       | 76       | -        | -        | 143      | -           | -              | 2        | 2        | Abréviations et symboles : TT : Total de minutes jouées MJ : Nombre de matchs joués MT : Matchs joués en tant que titulaire : but : passe décisive : joueur entré : joueur remplacé : capitaine : carton jaune : carton rouge |
| 21         | Vanja Drkušić        | 90       | 90       | -        | -        | 180      | -           | -              | 2        | 2        | Abréviations et symboles : TT : Total de minutes jouées MJ : Nombre de matchs joués MT : Matchs joués en tant que titulaire : but : passe décisive : joueur entré : joueur remplacé : capitaine : carton jaune : carton rouge |
| 23         | Miha Blažič          | -        | -        | -        | -        | -        | -           | -              | -        | -        | Abréviations et symboles : TT : Total de minutes jouées MJ : Nombre de matchs joués MT : Matchs joués en tant que titulaire : but : passe décisive : joueur entré : joueur remplacé : capitaine : carton jaune : carton rouge |
| Milieux    |                      |          |          |          |          |          |             |                |          |          | Abréviations et symboles : TT : Total de minutes jouées MJ : Nombre de matchs joués MT : Matchs joués en tant que titulaire : but : passe décisive : joueur entré : joueur remplacé : capitaine : carton jaune : carton rouge |
| 5          | Jon Gorenc Stanković | 75       | 64       | -        | -        | 41       | -           | -              | 2        | 0        | Abréviations et symboles : TT : Total de minutes jouées MJ : Nombre de matchs joués MT : Matchs joués en tant que titulaire : but : passe décisive : joueur entré : joueur remplacé : capitaine : carton jaune : carton rouge |
| 7          | Benjamin Verbič      | 67       | 76       | -        | -        | 37       | -           | -              | 2        | 0        | Abréviations et symboles : TT : Total de minutes jouées MJ : Nombre de matchs joués MT : Matchs joués en tant que titulaire : but : passe décisive : joueur entré : joueur remplacé : capitaine : carton jaune : carton rouge |
| 8          | Sandi Lovrić         | -        | -        | -        | -        | -        | -           | -              | -        | -        | Abréviations et symboles : TT : Total de minutes jouées MJ : Nombre de matchs joués MT : Matchs joués en tant que titulaire : but : passe décisive : joueur entré : joueur remplacé : capitaine : carton jaune : carton rouge |
| 10         | Timi Max Elšnik      | 75       | 90+1     | -        | -        | 79       | -           | 1              | 2        | 2        | Abréviations et symboles : TT : Total de minutes jouées MJ : Nombre de matchs joués MT : Matchs joués en tant que titulaire : but : passe décisive : joueur entré : joueur remplacé : capitaine : carton jaune : carton rouge |
| 14         | Jasmin Kurtić        | 90+5     | -        | -        | -        | 1        | -           | -              | 1        | 0        | Abréviations et symboles : TT : Total de minutes jouées MJ : Nombre de matchs joués MT : Matchs joués en tant que titulaire : but : passe décisive : joueur entré : joueur remplacé : capitaine : carton jaune : carton rouge |
| 15         | Tomi Horvat          | -        | -        | -        | -        | -        | -           | -              | -        | -        | Abréviations et symboles : TT : Total de minutes jouées MJ : Nombre de matchs joués MT : Matchs joués en tant que titulaire : but : passe décisive : joueur entré : joueur remplacé : capitaine : carton jaune : carton rouge |
| 22         | Adam Gnezda Čerin    | 90       | 90       | -        | -        | 180      | -           | -              | 2        | 2        | Abréviations et symboles : TT : Total de minutes jouées MJ : Nombre de matchs joués MT : Matchs joués en tant que titulaire : but : passe décisive : joueur entré : joueur remplacé : capitaine : carton jaune : carton rouge |
| 24         | Nino Žugelj          | -        | -        | -        | -        | -        | -           | -              | -        | -        | Abréviations et symboles : TT : Total de minutes jouées MJ : Nombre de matchs joués MT : Matchs joués en tant que titulaire : but : passe décisive : joueur entré : joueur remplacé : capitaine : carton jaune : carton rouge |
| 25         | Adrian Zeljković     | -        | -        | -        | -        | -        | -           | -              | -        | -        | Abréviations et symboles : TT : Total de minutes jouées MJ : Nombre de matchs joués MT : Matchs joués en tant que titulaire : but : passe décisive : joueur entré : joueur remplacé : capitaine : carton jaune : carton rouge |
| Attaquants |                      |          |          |          |          |          |             |                |          |          | Abréviations et symboles : TT : Total de minutes jouées MJ : Nombre de matchs joués MT : Matchs joués en tant que titulaire : but : passe décisive : joueur entré : joueur remplacé : capitaine : carton jaune : carton rouge |
| 9          | Andraž Šporar        | 90+5     | 90       | -        | -        | 185      | -           | -              | 2        | 2        | Abréviations et symboles : TT : Total de minutes jouées MJ : Nombre de matchs joués MT : Matchs joués en tant que titulaire : but : passe décisive : joueur entré : joueur remplacé : capitaine : carton jaune : carton rouge |
| 11         | Benjamin Šeško       | 90+5     | 76       | -        | -        | 171      | -           | -              | 2        | 2        | Abréviations et symboles : TT : Total de minutes jouées MJ : Nombre de matchs joués MT : Matchs joués en tant que titulaire : but : passe décisive : joueur entré : joueur remplacé : capitaine : carton jaune : carton rouge |
| 17         | Jan Mlakar           | 75       | 64       | -        | -        | 139      | -           | -              | 2        | 2        | Abréviations et symboles : TT : Total de minutes jouées MJ : Nombre de matchs joués MT : Matchs joués en tant que titulaire : but : passe décisive : joueur entré : joueur remplacé : capitaine : carton jaune : carton rouge |
| 18         | Žan Vipotnik         | -        | 76       | -        | -        | 14       | -           | -              | 1        | 0        | Abréviations et symboles : TT : Total de minutes jouées MJ : Nombre de matchs joués MT : Matchs joués en tant que titulaire : but : passe décisive : joueur entré : joueur remplacé : capitaine : carton jaune : carton rouge |
| 19         | Žan Celar            | 75       | -        | -        | -        | 15       | -           | -              | 1        | 0        | Abréviations et symboles : TT : Total de minutes jouées MJ : Nombre de matchs joués MT : Matchs joués en tant que titulaire : but : passe décisive : joueur entré : joueur remplacé : capitaine : carton jaune : carton rouge |
| 26         | Josip Iličić         | -        | -        | -        | -        | -        | -           | -              | -        | -        | Abréviations et symboles : TT : Total de minutes jouées MJ : Nombre de matchs joués MT : Matchs joués en tant que titulaire : but : passe décisive : joueur entré : joueur remplacé : capitaine : carton jaune : carton rouge |

| Buts | Joueurs | Adversaires |
| ---- | ------- | ----------- |
|      |         |             |

| Passes | Joueurs | Adversaires |
| ------ | ------- | ----------- |
|        |         |             |